# Joan Roura-Parella
Joan Roura-Parella (Tortellà, 1897- Middletown, Connecticut (Estats Units), 1983), fou professor agregat de pedagogia a la Universitat de Barcelona als anys republicans i membre destacat de l'Escola de Barcelona a l'exili. Va estudiar a Barcelona, Madrid i Berlín, on seguí cursos de Spranger, Köhler i W. Jaeger. Les seves obres, molt properes a les de Joaquim Xirau i especialment al mètode de Dilthey, tenen, com les del seu mestre, un ampli registre pedagògic.

## Perfil biogràfic

### Els orígens
Joan Roura-Parella era fill d'una família menestral, arrelada secularment a les terres de l'Alta Garrotxa. Va néixer el 29 de juny de 1897 a quarts de deu del matí al carrer de França, 20 de Tortellà. i morí a Connecticut (EUA) el 26 de desembre de 1983. Era fill d'en Josep Roura Vergés (1858-1941), natural de Tortellà i ferrer de professió, a qui "Se´l recorda com un excel·lent ferrer de tall i com un home autodidacte d'una bona cultura; va dipositar totes les seves inquietuds intel·lectuals en el seu fill Joan, i veritablement aquest no el va defraudar". La seva mare Margarita Parella Güell (1866-1925), nascuda a Tortellà, tenia poc més de 30 anys quan va néixer el seu fill Joan. Els seus avis paterns —Josep Rura Blanch, que també era ferrer de tall, i Isabel Vergés— procedien de Sadernes, mentre que els avis materns —Pere Parella i margarita Güell— eren naturals de Tortellà La família Roura provenia de Sant Grau d'Entreperes, llogaret situat a la Serra d'Entreperes, per bé que a mitjans del segle xix es va instal·lar a la masia de Monteia (Sales de Llierca). Igual que l'avi, el seu pare va aprendre un ofici manual, en un moment en què a Tortellà existia una potent indústria forestal dedicada a la fabricació d'objectes de boix, en especial culleres, la qual cosa conferia a la vila un aire liberal. "Tortellà vivia sostingut per un liberalisme actiu i militant, aferrat a les idees republicanes i covant odi contra els carlins".

### Formació
Els primers passos d'estudiant els donà al Col·legi Públic de Tortellà amb el mestre Joan Bosch i Cusí, home que ben aviat va copsar la intel·ligència i gran capacitat de treball d'aquell alumne. A l'edat de tretze anys, aconsellat pel senyor Bosch, es traslladà a Girona, on estudià amb el mestre Dalmau Carles i després, entre 1913-1917, va ingressar a l'Escola Normal de Girona, on va cursar els estudis de magisteri amb Cassià Costal. El 1918 obtingué el títol de mestre d'ensenyament primari i l'any següent va fer les oposicions d'ingrés a l'Escola d'Estudis Superior del Magisteri, a Madrid; va ser número u, per la qual cosa se li concedí una beca. En tots els anys que estudià a l'esmentada escola aconseguí ser el primer de la seva promoció; l'any 1923 va obtenir el títol de mestre Normal en l'especialitat de ciències.
Seguidament, fou professor l'Escola Normal de Las Palmas (1923-1930). On es començà a interessar pel camp de l'orientació professional. Col·laborà a la premsa local en temes de divulgació cultural. Obtingué una pensió de la Junta per a l'Ampliació d'Estudis, per anar a estudiar a Berlín durant el bienni 1930-1932.
A la Universitat de Berlín, Roura-Parella tingué com a professor del psicòleg, filòsof i pedagog Eduard Spranger, del sociòleg Werner Sombart i de Wolfgang F. Köhler, director de l'Institut de Psicologia. S'interessà vivament per la proposta pedagògica de Georg Kerschensteiner, a qui anà a conèixer a Múnic i la seva Arbeitsschule o una escola de treball. Entre les amistats d'aquells anys destaca la de Werner Jaeger.
Els nous horitzons que aquesta docència i amistats li obriren, van propiciar una inflexió en l'orientació intel·lectual de Roura-Parella. Si fins llavors s'havia dedicat a l'estudi de la psicologia i l'orientació professional, a Alemanya va contactar amb la pedagogia de les ciències de l'esperit en la línia de Wilhelm Dilthey. Especialment pel magisteri de Spranger. Així Joan Roura evolucionà des del món cientificonatural al cientificoespiritual. Tot i que aquests dos àmbits mai per a Roura no constitueixen dos aspectes aïllats sinó una realitat orgànica que s'ha de considerar globalment.

### La pedagogia com a ciència de l'esperit. L'Escola Normal de la Generalitat i la Universitat de Barcelona
De retorn d'Alemanya el 1933, s'incorporà com a professor de didàctica i altres matèries a la Secció de Pedagogia de la Facultat de Filosofia i Lletres i Pedagogia de la Universitat de Barcelona. També esdevingué professor de l'Escola Normal de la Generalitat de Catalunya. Fruit dels seus estudis berlinesos en la seva docència destacaria la importància concedida en tot moment als valors dins l'educació.
Les pedagogies culturalistes veuen l'educació com la transmissió dels continguts culturals vitals (esperit objectiu) a les noves generacions (esperit subjectiu) perquè aquestes puguin recrear tot un món de significats culturals. Ja que és la cultura el millor mitjà per a la formació dels joves. D'aquí, precisament, que sigui la comunitat de cultura (comunitat de significats) l'encarregada de transmetre els coneixements necessaris per a l'adequada formació dels futurs ciutadans.
Joan Roura, home de fondes conviccions democràtiques i republicanes, a través de la seva docència de l'Escola Normal de la Generalitat i a la facultat proposava aquesta visió culturalista de la pedagogia en un intent de fer sortir el moviment de renovació pedagògica català del seu metodologisme. Per tal de fer-li esguardar, també, qüestions fonamentals i dotar-lo d'un sentit de compromís social i d'un profund humanisme. Eren anys de situacions conflictives a Europa i a Catalunya i la concepció de la pedagogia com a ciència de l'esperit podia ser una bona eina per educar en temps de crisi.
Per Joan Roura educar equivaldrà a vivificar, o el que és el mateix, a nodrir espiritualment això que en diem persona. També anirà incorporant als seus interessos les temàtiques artístiques i d'educació estètica. No deixarà de viatjar per Europa per assistir a nombroses conferències i congressos.

### L'exili americà
La derrota republicana a la Guerra Civil espanyola el portarà a finals de gener del 1939 ha emprendre el camí de l'exili. Marxant cap a França en companyia de Joaquim Xírau i Antonio Machado i altres intel·lectuals. Seran esdeveniments que deixaran profunda empremta en la seva ànima. Roura-Parella al cap d'uns mesos va embarcar el 4 de juliol de 1939 rumb als Estats Units. Des d'on, després de passar uns dies acollit pels quàquers de Filadelfia, marxà a Mèxic. Convidat per la Casa d'Espanya va col·laborar activament amb els cercles d’exiliats catalans en aquell país i després com a professor a la Universidad Autónoma de Mèxic fins a 1945. Any en que es traslladà als Estats Units per integrar-se com a professor al Romance Language Department de la Wesleyan University gràcies a l’amistat amb el professor Cornelius Kruré, Universitat fundada el 1831 a Middletown (Connecticut) i, que porta el nom del fundador del moviment metodista. El curs titulat Art in Human Experience, que va professar durant molts anys, va gaudir d’un gran èxit entre els estudiants, cosa lògica si tenim en compte que per a Roura-Parella l’experiència estètica no era un tret isolat de la personalitat humana sinó que cosa de l’home sencer. Des d'allà Joan Roura continuà mantenint. el contacte amb aquell col·lectiu de exiliats catalans a Mèxic a través d'Agustí Bartra i d'Avel·lí Artís, amics personals seus. En aquella universitat Roura es dedicà a la docència universitària fins a la seva jubilació l'any 1965. Son anys en què Joan Roura mirà, també, d'oposar la seva proposta de ciències de l'esperit a la creixent expansió del conductisme en la psicologia i la pedagogia nord-americanes.

## Reconeixements

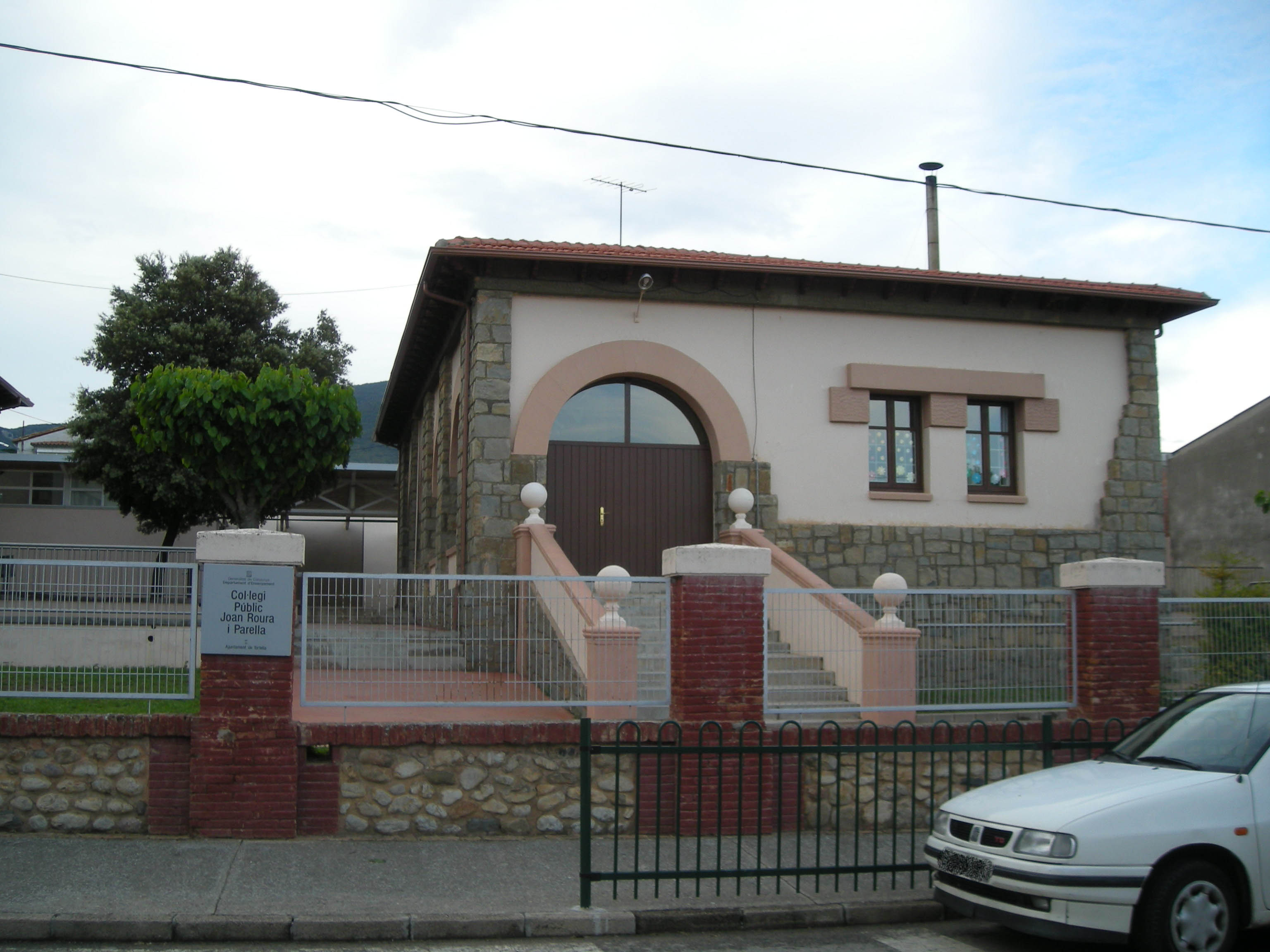
L'escola de Tortellà dedicada a Joan Roura i Parella

La Facultat de Filosofia i Ciències de l'Educació de la Universitat de Barcelona, i amb l'assistència del mateix Joan Roura-Perella, li feu un acte d'homenatge el dia 19 d'octubre de 1983, pocs mesos abans de la seva mort. La seva obra fou glossada pel professor Alexandre Sanvisens.
Les escoles de Tortellà, inaugurades el 1933, porten en l'actualitat el nom de Joan Roura i Parella en homenatge el pedagog i pensador fill del poble.
La Càtedra Ferrater Mora de la Universitat de Girona de Pensament Contemporani, en col·laboració amb el Memorial Democràtic de Catalunya i l'Ajuntament de Tortellà, dedicà el Simposi Trias de 2022 a Joan Roura-Parella. En l'avinentesa de commemorar-se els cent vint-i-cinc anys del naixement del pedagog. Hi participaren destacats especialistes en l'obra de Roura-Parella. Les ponències i aportacions del simposi es poden visualitzar, a través de la gravació realitzada per la Universitat de Girona.

## Obres
- Cinco conferencias sobre orientación profesional, Las Palmas: Tip. El Liberal, 1930.
- Educación y ciencia. Mèxic: La Casa de España,1940.
- Eduardo Spranger y las ciencias del espíritu. Mèxic: Minerva,1944.
- El mundo histórico social (Ensayo sobre la morfología de la cultura de Dilthey). Mèxic: Universidad Nacional, 1947.(pròleg d'E. Sparanger).
- Tema y variaciones de la personalidad. Mèxis: Universidad Nacional, 1950.